# Palais Carafa della Spina
Le palais Carafa della Spina (anciennement palais Acquaviva d'Aragona) est un palais de Naples, situé le long du decumanus inférieur, près de la place San Domenico Maggiore.

## Histoire et description
À la fin du XVIe siècle, le prince Fabrizio Carafa della Spina achète dans l'actuelle via di Nido un palais avec jardin, appartenant à Andrea Matteo IV Acquaviva d'Aragona (1570-1647), deuxième prince de Caserte. Il le démolit pour ériger un nouveau bâtiment, probablement conçu par Domenico Fontana.
Remodelé à l'époque baroque, le palais a été restauré au XVIIIe siècle par un architecte inconnu, qui a également construit le somptueux portail d'entrée. Il aurait été réalisé par Ferdinando Sanfelice, qui exécuta également celui du palais Filomarino voisin, avec lequel il y aurait des similitudes stylistiques.

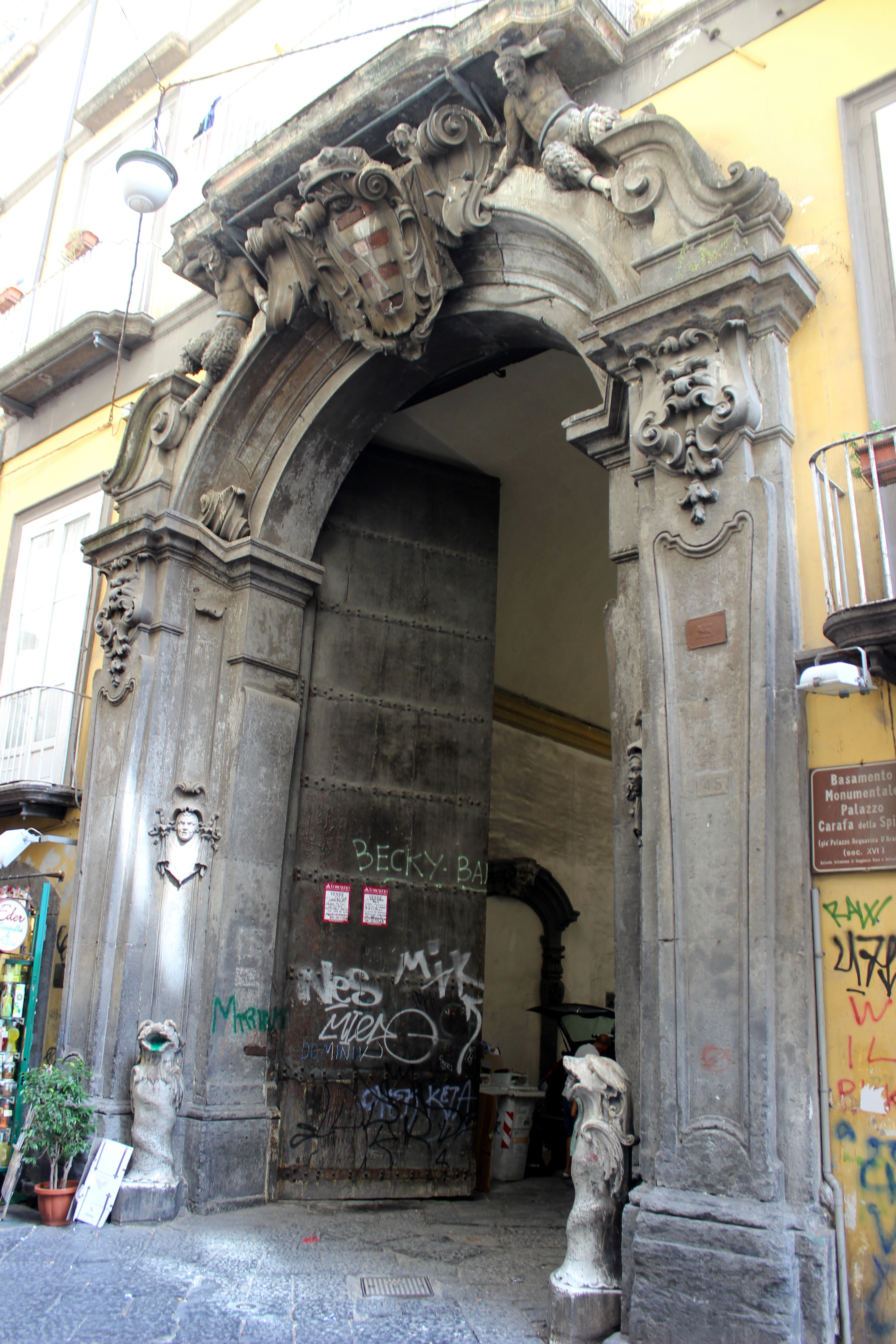
Le portail monumental du XVIIIe siècle.

Le portail du XVIIIe siècle est l'un des plus imposants de la ville ; il est en piperno et se caractérise par des piliers massifs moulurés se terminant par des mascarons en haut-relief, tandis que sur le chapiteau se trouvent de grandes volutes soutenant les satyres qui, comme les cariatides, soutiennent le balcon de l'étage principal ; entre eux se trouvent les armoiries de la famille Carafa della Spina. Sur les angles internes des colonnes du portail sont également sculptés deux visages, probablement de personnalités liées au commanditaire, tandis qu'aux bases se trouvent deux sculptures en marbre représentant des monstres marins avec la gueule grande ouverte, servant à éteindre les torches. Le portail mène à la cour intérieure et à son imposante cage d'escalier.